# Cheyenne (Oklahoma)
Cheyenne – miejscowość w Stanach Zjednoczonych, w stanie Oklahoma, siedziba administracyjna hrabstwa Roger Mills.